# Godziszewo (gmina)
Godziszewo (od 1973 Turze) – dawna gmina wiejska istniejąca w latach 1934–1954 w woj. pomorskim/gdańskim (dzisiejsze woj. pomorskie). Siedzibą władz gminy było Godziszewo.
Gmina zbiorowa Godziszewo została utworzona 1 sierpnia 1934 roku w powiecie tczewskim w woj. pomorskim (II RP) z dotychczasowych jednostkowych gmin wiejskich: Dalwin, Godziszewo, Małżewo, Siwiałka, Szczerbięcin i Turze oraz z obszarów dworskich położonych na tych terenach lecz nie wchodzących w skład gmin. 
Po wojnie (7 kwietnia 1945 roku) gmina wraz z całym powiatem tczewskim weszła w skład nowo utworzonego woj. gdańskiego. Według stanu z dnia 1 lipca 1952 roku gmina składała się z 10 gromad: Boroszewo, Dalwin, Godziszewo, Gołębiewko, Małżewo, Siwiałka, Swarożyn, Szczerbięcin, Turze i Wędkowy. Gmina została zniesiona 29 września 1954 roku wraz z reformą wprowadzającą gromady w miejsce gmin. Jednostki nie przywrócono 1 stycznia 1973 roku po reaktywowaniu gmin, utworzono natomiast jej terytorialny odpowiednik, gminę Turze.